# Dendrohyrax arboreus
Dendrohyrax arboreus là một loài động vật có vú trong họ Procaviidae, bộ Hyracoidea. Loài này được A. Smith mô tả năm 1827.
Loài này được tìm thấy chủ yếu ở phía đông nam trung bộ của châu Phi.

## Miêu tả
Loài này bề ngoài trông giống chuột lang nhà. Nó có bộ lông dài, mềm, lông màu nâu xám bao quanh cơ thể, trong khi phía dưới lợt màu. Lông màu nhạt hơn gần chỏm lông và tai có một rìa lông trắng.

## Hình ảnh

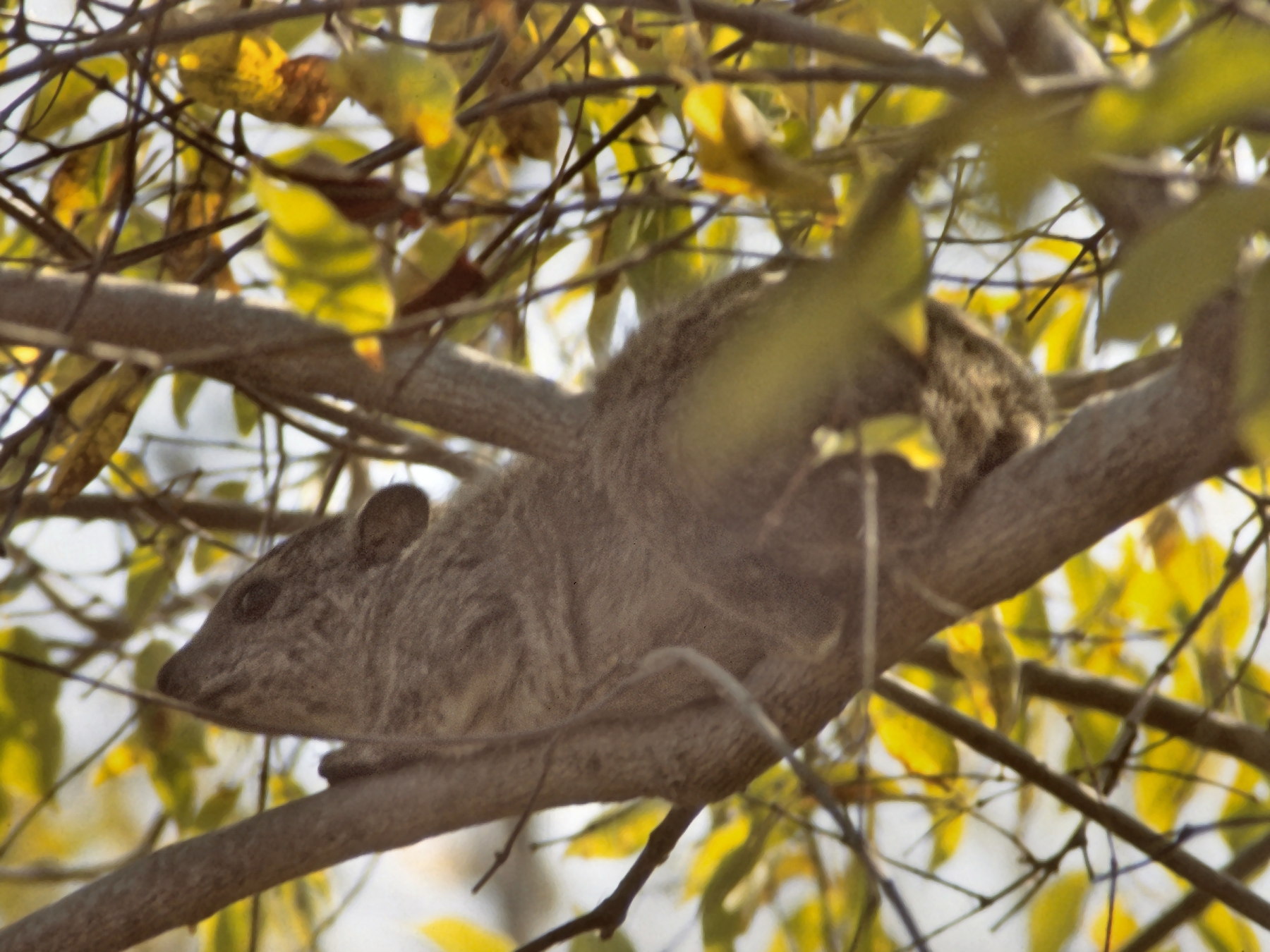
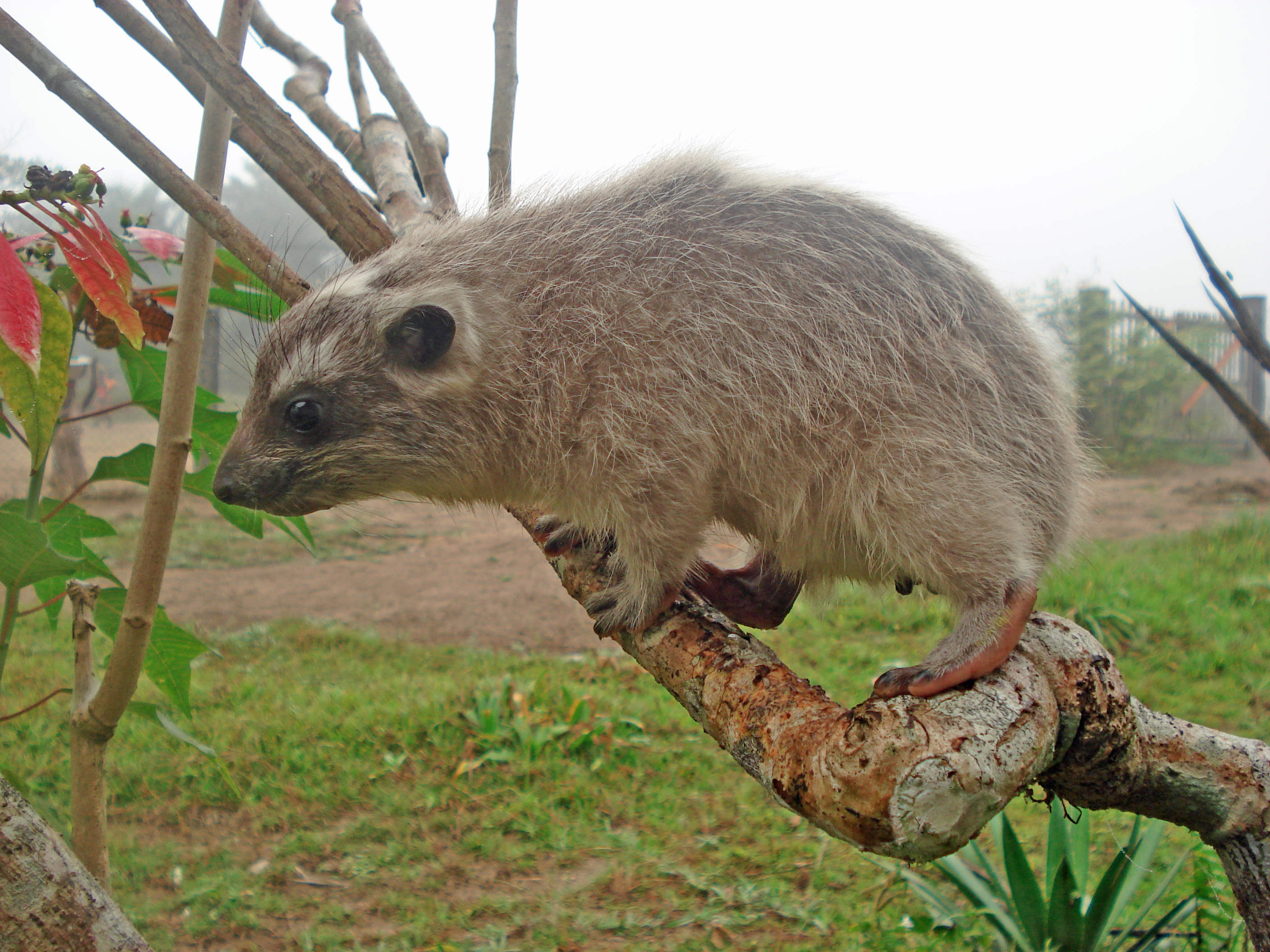
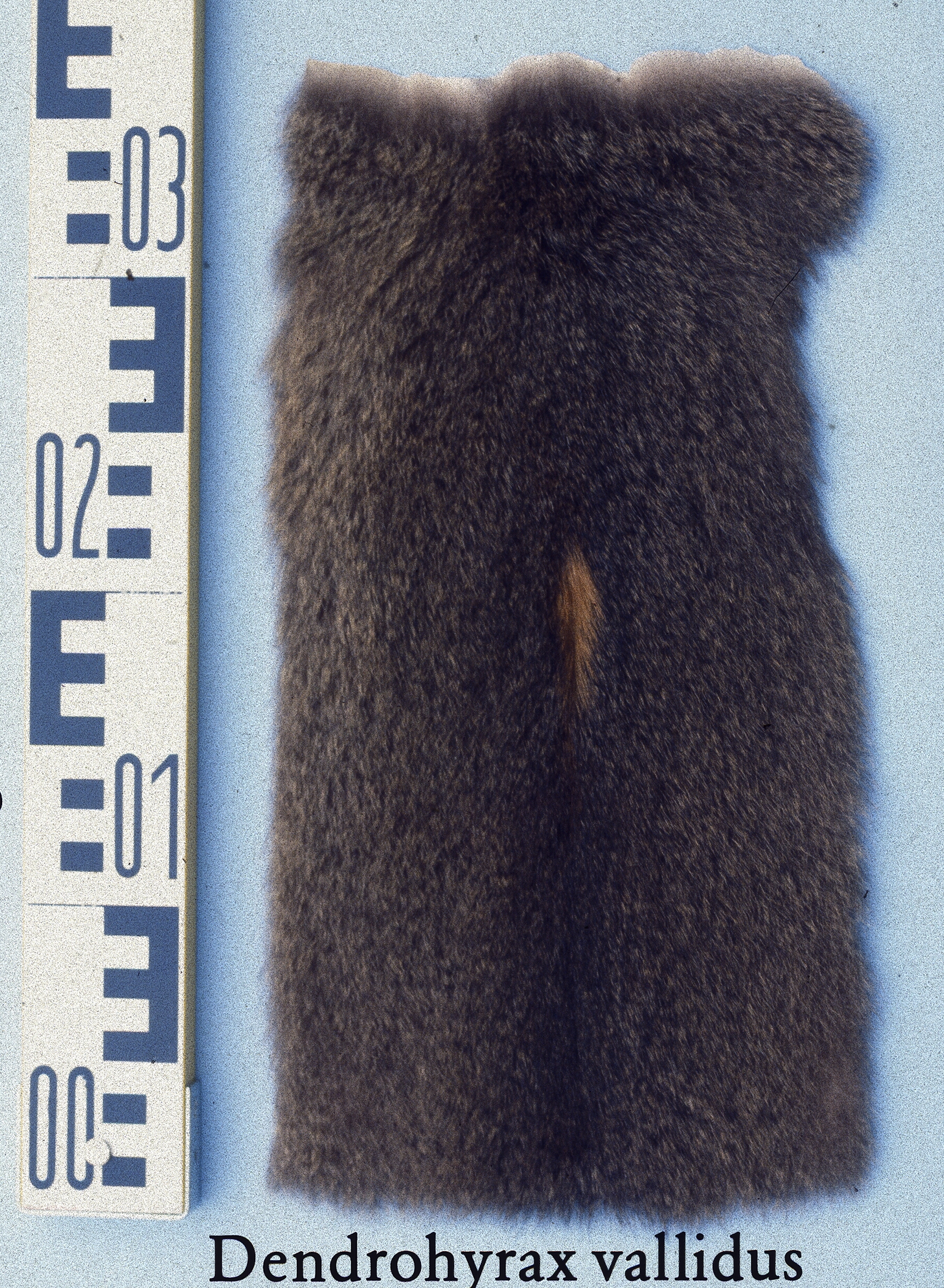